# Poids idéal
Pour les articles homonymes, voir Poids (homonymie).

Graphique de l'indice de masse corporelle.

Le poids idéal ou poids normal désigne en fait la masse d'une personne présentant une corpulence considérée comme normale d'un point de vue médical. L'Organisation mondiale de la santé la définit par un indice de masse corporelle compris entre 18,5 et 25 kilogrammes par mètre carré et est, selon ces critères, bornée par la maigreur et le surpoids. La notion de poids de forme est utilisée dans le sport pour désigner le poids moyen pour lequel un sportif est dans les conditions de meilleure performance sportive.

## Formules de calcul[2]

### Formule de Creff
L'indice de masse corporelle ne correspond pas à toutes les morphologies : on peut être considéré comme en surpoids selon l'IMC alors que c'est simplement le résultat de séances de musculation qui développent beaucoup de masse musculaire. La formule de Creff prend en compte un paramètre supplémentaire, la morphologie ou silhouette. Elle distingue trois types de morphologies (mince, moyenne et large) et s'écrit :
{\displaystyle {\text{Poids idéal (kg)}}=0,9\times k\times {\bigl (}{\text{Taille (cm)}}-100+{\frac {\text{Âge (années)}}{\text{10}}}{\bigr )}}
avec {\displaystyle k=} respectivement 0,9, 1 et 1,1 pour les morphologies mince, moyenne et large.

### Formule de Lorentz
C'est la formule la plus répandue avec le calcul de l'indice de masse corporelle. Elle est basée sur la formule de Broca mais en étant basée aussi sur le sexe et avec un rapport proportionnel à la taille du sujet.
Le calcul pour les hommes :
{\displaystyle {\text{Poids idéal (kg)}}={\bigl (}{\text{Taille (cm)}}-100{\bigr )}-{\frac {{\bigl (}{\text{Taille (cm)}}-{150}{\bigr )}}{4}}}
Le calcul pour les femmes :
{\displaystyle {\text{Poids idéal (kg)}}={\bigl (}{\text{Taille (cm)}}-100{\bigr )}-{\frac {{\bigl (}{\text{Taille (cm)}}-{150}{\bigr )}}{2,5}}}

### Formule de Broca
C'est la formule la plus simple de toutes, attention cependant, elle ne correspond pas forcément à des personnes de grande taille. Avec ce calcul, on obtient un poids idéal à 15% près pour les hommes et 10% pour les femmes.
Le calcul pour tous :
{\displaystyle {\text{Poids idéal (kg)}}={\text{Taille (cm)}}-100}

## «Culte de la minceur»
L'idéal de minceur est une puissante norme sociale dans les sociétés occidentales, où le rôle des médias est généralement considéré comme essentiel à sa transmission.
Est parfois critiqué un « diktat de la minceur ». Le corps, « au gré des normes esthétiques occidentales (lesquelles « tendent à devenir des normes mondialisées », fait observer Gilles Boëtsch), est tenu d’être jeune, sain, ferme, hâlé, équilibré, non dépendant, fonctionnel, performant (la vieillesse ne doit pas se voir) » note un article du CNRS ; qui conclut à « l’omniprésence de la minceur dans la mode, les clips, le cinéma, la presse féminine ».
Ainsi, le développement massif moderne de l'obésité et du surpoids, en plus de représenter un problème de santé publique, peut être la cause d'une grande souffrance psychologique, de par les rejets, moqueries et discriminations.